# 克羅埃西亞交通

克羅埃西亞高速公路網

克羅埃西亞交通由公路、鐵路、水路和航空運輸組成。克羅埃西亞已經建成覆蓋全國的公路網。克羅埃西亞的水上交通主要集中在海上，主要港口有里耶卡、普洛切、斯普利特和扎達爾。此外克羅埃西亞也有內河航運，主要水道是薩瓦河和多瑙河，但運輸量不大。克羅埃西亞有68個機場，其中9個是國際機場。克羅埃西亞國內有多家航空公司，其中最著名的是克羅埃西亞航空公司。克羅埃西亞的鐵路交通比較發達，但複線和電氣化仍不多見。目前克羅埃西亞的城際間主要移動方式是巴士而非鐵路。